# 박성부
박성부(한국 한자: 朴成扶, 1995년 6월 6일 ~ )는 대한민국의 축구 선수이며, 포지션은 공격수이다.

## 클럽 경력
2019년 목포시청 축구단 소속으로 내셔널리그에서 득점을 기록하며 본인의 데뷔골을 기록한 동시에 라운드 베스트 11 및 MVP에 선정 되었다.

## 수상 내역
- U리그 4권역 득점왕: 2017

## 참고 자료
- U-22 대표팀 박성부 “파주 NFC는 처음, 신기하던데요”